# هارولد أكتون
كان السير هارولد ماريو ميشل (5 يوليو 1904 - 27 فبراير 1994) كاتبًا بريطانيًا، وباحثًا . كتب في الرواية والسيرة الذاتية. أثناء إقامته في الصين، درس اللغة الصينية، والدراما، والشعر .

## الممصادر
1. ↑  https://books.google.com.ly/books?id=NWlGfX0IfkUC&pg=PA319&dq="wrongly+identified+with+Harold+Acton"&redir_esc=y&hl=ar#v=onepage&q="wrongly%20identified%20with%20Harold%20Acton"&f=false نسخة محفوظة 2023-03-14 على موقع واي باك مشين.